# Dachstiftung (Schweiz)
Eine schweizerische Dachstiftung (französisch Fondation abritante) ist ein Stiftungsmodell, das primär die Aufgabe hat, die Organisation und Administration der mit ihr verbundenen Stiftungen und stiftungsähnlichen Zuwendungen sicherzustellen. Dachstiftungen sollen philanthropische Anliegen mittels bereits vorhandener Strukturen umsetzen. Für Dachstiftungen bestehen in der Schweiz dieselben gesetzlichen Regelungen wie für andere Stiftungen.

## Organisationsform
Eine Dachstiftung kann sich sowohl mit selbständigen als auch mit unselbständigen Stiftungen verbinden. Die selbständigen Stiftungen behalten ihre Rechtsfähigkeit, bei unselbständigen Stiftungen, auch Unterstiftungen oder Zustiftungen genannt, geht diese an die Dachstiftung über. In beiden Fällen bleibt der Stiftungscharakter aber zumindest nach innen erhalten. Entscheidend ist das Vorhandensein eines zweckgebundenen Vermögens, aus dem sich in der Bilanzierung sowohl Passiva als auch Aktiva als eigene buchhalterische Einheiten ergeben. Bei selbständigen Stiftungen müssen eigene, für die Tätigkeit verantwortliche Stiftungsorgane vorhanden sein und Rechnungen/Bilanzen ausgewiesen werden, bei unselbständigen kann dies der Fall sein. Unterhalb der Stiftungsstufe kann die Dachstiftung bald einzusetzende Spenden und längerfristige, stiftungsartige Zuwendungen, Fonds genannt, erhalten. Im Fall der Fonds handelt es sich nicht um eigene Vermögen, sondern um zweckgebundene Mittel, deren Bilanzierung eingeschränkt ist. Es sind Passiva, die sich nicht auf die Gliederung der Aktiva-Seite auswirken. Charakteristisch für Fonds ist auch das Fehlen eigener Stiftungsorgane und somit entscheidungsrelevanter und finanzieller Autonomie.
Während bei den selbständigen Stiftungen die Dachstiftung nur administrative Aufgaben übernimmt und nicht generell übergeordnet ist, übernehmen in den anderen Fällen die Organe der Dachstiftung die Hauptverantwortung, so bei der Abnahme der Jahresrechnung oder durch die Kontrolle der Unterstiftungen. Deren Tätigkeit kann vergleichbar zu selbständigen Stiftungen von eigenen Gremien geleitet werden, die dann über die zweckkonforme Vermögensverwendung durch Fördermittel und Projekte entscheiden. Die Grundlagendokumente der Unterstiftungen (Statuten und Reglemente) müssen sich dabei im Rahmen der Zweckbestimmungen der Dachstiftung bewegen.